# Калмычев, Григорий Олегович
Григорий Олегович Калмычев (род. 24 марта 1984, Екатериновка, Красноярский район, Куйбышевская область, РСФСР, СССР) — российский серийный убийца, совершивший не менее 6 убийств с особой жестокостью с 8 ноября по 24 декабря 2004 года на территории Самарской области. Несмотря на тяжесть совершённых им деяний, Калмычев избежал уголовного наказания в виде пожизненного лишения свободы и был приговорён к 28 годам тюремного заключения, которое впоследствии было смягчено до 21 года лишения свободы.

## Биография

### Жизнь до убийств
О ранних годах жизни Калмычева известно крайне мало. Родился 24 марта 1984 года в селе Екатериновка (Красноярский район, Самарская область). В начале 2000-х годов Калмычев начал увлекаться алкогольными напитками и демонстрировать признаки психического расстройства. Из-за проблем с повышенной импульсивностью Калмычев в состоянии алкогольного опьянения проявлял агрессию по отношению к окружающим, хотя до совершения серии убийств к уголовной ответственности никогда не привлекался.

### Убийства
В период с 8 ноября по 24 декабря 2004 года Григорий Калмычев совершил 6 доказанных убийств. Калмычев принадлежал к дезорганизованному асоциальному типу серийных убийц. Причиной внезапного агрессивного поведения Калмычева по отношению к его жертвам были ссоры, которые во всех случаях начинались по разным поводам. Большую часть убийств он совершил в состоянии алкогольного опьянения. Орудиями убийств служили самые разнообразные предметы. Одну из своих жертв Калмычев забил до смерти аккумулятором, другую — 10 ударами гвоздодёра по голове, при этом у ещё живой жертвы он вырезал ножом три зуба, показавшиеся ему золотыми. Во время совершения одного из убийств Калмычев нанёс мужчине два удара кулаком в лицо, после чего несколько раз прыгнул ему на спину и на голову, нанеся ему черепно-мозговую травму, от последствий которой он скончался. Самым жестоким преступлением стало убийство студента одного из самарских университетов. Калмычев попросил у юноши сигарету, на что получил отказ, после чего впал в ярость и совершил на него нападение, в ходе которого нанёс ему ножом не менее 55 колото-резаных ран. После совершения убийств Григорий Калмычев похищал у своих жертв деньги, документы, предметы одежды и ряд других вещей, представляющих материальную ценность.

### Арест, следствие и суд
27 декабря 2004 года Григорий Калмычев добровольно явился в отделение милиции и написал явку с повинной. В ходе последующих допросов он повторил свои пояснения об обстоятельствах убийств, рассказал о подробностях их совершения, нарисовал схемы мест преступлений, подтвердил свои показания во время участия в следственных экспериментах на местах совершения убийств. Описания Калмычевым мест совершения преступлений, внешности потерпевших и данных об их личности, орудий убийств, характера и количества нанесённых им повреждений соответствовали установленным в ходе предварительного следствия обстоятельствам и подтверждались протоколами осмотра мест происшествий, заключениями судебно-медицинских экспертиз. Осенью 2005 года Калмычев был этапирован в Государственный национальный центр социальной и судебной психиатрии имени Сербского, где на протяжении последующего месяца с ним работали специалисты. На основании результатов ряда психиатрических экспертиз у него не было обнаружено признаков хронического, временного психического расстройства, слабоумия либо иного болезненного состояния психики, на основании чего он был признан вменяемым. 19 декабря 2005 года Григорий Калмычев был признан виновным по всем пунктам обвинения, после чего суд назначил ему уголовное наказание в виде 28 лет лишения свободы. На судебном процессе свою вину Калмычев признал частично. Он избежал уголовного наказания в виде пожизненного лишения свободы, так как при вынесении приговора суд посчитал смягчающими обстоятельствами явку с повинной Калмычева и его активное способствование расследованию убийств.

### В заключении
После суда для отбытия наказания Калмычев был этапирован в одну из исправительных колоний, расположенных в городе Новокуйбышевск. В середине 2006 года он при посредстве своих адвокатов подал апелляционную жалобу в Верховный суд РФ, требуя смягчения приговора. В своей жалобе Калмычев указал на уголовно-процессуальные ошибки в своем уголовном деле, а также заявил, что во время расследования он находился под давлением следствия и оговорил себя, признав себя виновным в совершении 3 убийств, которых в действительности не совершал. Жалоба Калмычева содержала показания женщины, которая утверждала, что за убийство одной из жертв Калмычева несёт ответственность другой человек, а Григорий Калмычев не имеет к этому никакого отношения, однако показаниям этой женщины, согласно доводам Калмычева, следствие не дало надлежащую оценку. В конечном итоге на заседании Верховного Суда 9 июня 2006 года жалоба Калмычева была удовлетворена, после чего уголовное наказание ему было смягчено до 22 лет и 6 месяцев лишения свободы. Своё решение суд обосновал тем, что уголовное наказание в виде 28 лет лишения свободы было назначено Калмычеву вопреки правилам ст. 56 ч. 4 УК РФ, согласно которым в случае назначения наказаний по совокупности преступлений максимальный срок лишения свободы не может быть более 25 лет. Кроме того, в соответствии со ст. 69 ч. 3 УК РФ, если хотя бы одно из преступлений, совершённых по совокупности, является тяжким или особо тяжким преступлением, то окончательное наказание назначается путём частичного или полного сложения наказаний. При этом окончательное наказание в виде лишения свободы не может превышать более чем на половину максимального срока наказания в виде лишения свободы, предусмотренный за наиболее тяжкое из совершённых преступлений. Наиболее тяжкое из совершённых Григорий Калмычевым преступлений было квалифицировано по статье 105 ч. 2 УК РФ, максимальный срок наказания по которому не превышал 15 лет лишения свободы, вследствие чего окончательное наказание Калмычеву не могло превышать более чем на половину пятнадцати лет лишения свободы, то есть 22 лет и 6 месяцев лишения свободы.
В 2017 году в связи с изменением законодательства Калмычев подал апелляцию о повторном смягчении уголовного наказания в городской суд Новокуйбышевска, которая была отклонена, после чего он подал апелляционную жалобу на решение городского суда Новокуйбышевска в Самарский областной суд. Рассмотрев жалобу Калмычева, Самарский областной суд принял его доводы и своим решением смягчил ему уголовное наказание до 21 года 2 месяцев лишения свободы.
Спустя год, в 2018 году Григорий Калмычев снова подал жалобу в Верховный суд Российской Федерации. В своей жалобе Калмычев утверждал, что при внесении изменений в приговор суды апелляционной и кассационной инстанций не в полной мере учли положения ст. 10 УК РФ и Постановление Конституционного Суда Российской Федерации от 20 апреля 2006 г. N 4-П, вследствие чего просил о смягчении наказания с учётом изменений, внесённых в ст. 62 УК РФ Федеральным законом от 29.06.2009. С учётом внесённых изменений суд переквалифицировал некоторые деяния Калмычева по другим статьям и смягчил наказание за совершение одного из убийств с 11 до 9 лет 10 месяцев лишения свободы. На основании ч. 3 ст. 69 УК РФ по совокупности преступлений, предусмотренных по ч. 1 ст. 105 УК РФ (убийство), судебная коллегия по уголовным делам Верховного Суда 20 июня 2018 года путём частичного сложения наказаний назначило Калмычеву 21 год лишения свободы с отбыванием первых десяти лет в тюрьме, остального срока — в исправительной колонии строгого режима. По состоянию на май 2025 года 41-летний Григорий Калмычев был жив. Его дата освобождения назначена на июнь 2025 года.